# Sándorfalva
Sándorfalva é uma cidade da Hungria, situada no condado de Csongrád-Csanád. Tem 55,77 km² de área e sua população em 2019 foi estimada em 7.756 habitantes.